# Герцог де Гранада-де-Эга
Герцог де Гранада-де-Эга — испанский аристократический титул. Он был создан 29 марта 1729 года королем Испании Филиппом V для генерал-капитана Хуана де Идиакеса и Эгуии, сына Франсиско де Идиакеса и Манрике де Исаси и Марии Луизы Эгуия и Ираррага.
Название герцогского титула происходит от названия района у реки Эга, притока Эбро в Наварре.

## Герцоги де Гранада-де-Эга
|                                            | Титул                                              | Период                                     |
| Креация создана королем Испании Филиппом V | Креация создана королем Испании Филиппом V         | Креация создана королем Испании Филиппом V |
| ------------------------------------------ | -------------------------------------------------- | ------------------------------------------ |
| I                                          | Хуан де Идиакес и Эгуия                            | 1729-1736                                  |
| II                                         | Антонио де Идиакес и Гарниса                       | 1736-1755                                  |
| III                                        | Игнасио дн Идиакес и Аснарес Гарро                 | 1755-1769                                  |
| IV                                         | Франсиско де Борха де Идиакес и Палафокс           | 1769-1817                                  |
| V                                          | Франсиско Хавьер де Идиакес и Карвахаль            | 1817-1848                                  |
| VI                                         | Франсиско Хавьер Аслор де Арагон и Идиакес         | 1850-1919                                  |
| VII                                        | Хосе Антонио Аслор де Арагон и Уртадо де Сальдивар | 1919-1960                                  |
| VIII                                       | Мария дель Кармен Асло де Арагон и Гильомас        | 1960-1988                                  |
| IX                                         | Хуан Альфонсо Мартос и Аслор де Арагон             | 1990 — настоящее время.                    |

## История герцогов Гранада-де-Эга
- Хуан де Идиакес де Эгуия (ум. 1736), 1-й герцог де Гранада-де-Эга. Был женат на своей племяннице Марии Антонии де Веласко и Ибаньес Сеговия, 4-й маркизе де Грамосе, 7-й графине де Салазар, 9-й графине де Кастильново[исп.] (брак бездетен). Ему наследовал его племянник:
- Антонио де Идиакес и Гарниса (1686—1755), 2-й герцог де Гранада-де-Эга, маркиз де Вальдеторрес, сын Педро Идиакеса и Эгуии, и Марии Магдалены де Гарниса и Кордова. Был женат на Марии Исабель Аснарес де Гарро и Эстеверс, 8-й графине де Кортес, 5-й графине де Хавьер, виконтессе де Солина, 12-й виконтессе де Мурусабаль де Андион. Ему наследовал его сын:
- Игнасио Идиакес и Аснарес Гарро (1 ноября 1713 — 1 апреля 1769), 3-й герцог де Гранада-де-Эга, 6-й граф де Хавьер, 9-й маркиз де Кортес, 4-й маркиз де Вальдеторрес, виконт де Солина, 13-й виконт де Мурусабаль де Андион. Был женат на Марии Хосефе де Палафокс и Бардакси, дочери Бернабе Ребольедо де Палафокса, 2-го маркиза де Лазан[исп.]. Ему наследовал его сын:
- Франсиско де Борха де Идиакес и Палафокс (28 апреля 1755 — 17 марта 1817), 4-й герцог де Гранада-де-Эга, 10-й маркиз де Кортес, 5-й маркиз де Вальдеторрес, 7-й граф де Хавьер, виконт де Солина, 14-й виконт де Мурусабаль де Андион. Был женат на Марии Агустине де Карвахаль и Ланкастр, дочери герцога де Абрантес. Ему наследовал его сын:
- Франсиско Хавьер де Идиакес и Карвахаль (17 августа 1778 — 20 октября 1848), 5-й герцог де Гранада-де-Эга, 11-й маркиз де Кортес, 6-й маркиз де Вальдеторрес, 8-й граф де Хавьер, виконт де Солина, 15-й виконт де Мурусабаль де Андион. Был женат на Марии дель Пилар Антонии дель Корраль и Аслор. Ему наследовал его внук:
- Франсиско Хавьер Аслор де Арагон и Идиакес (26 мая 1842 — 11 апреля 1919), 6-й герцог де Гранада-де-Эга, 12-й маркиз де Кортес, 7-й маркиз де Вальдеторрес, 9-й граф де Хавьер, виконт де Солина, 16-я виконтесса де Мурусабаль де Андион, 12-й граф де Реаль, 16-й герцог де Вильяэрмоса, 13-й граф де Луна, 9-й граф де Гуара[исп.], 12-й граф де Синаркас, 25-й виконт де Вильяновап и виконт де Чельва, сын Марии де ла Консепсьон де Идиакес и дель Корраль, 15-й виконтесс де Мурусабаль де Андион, и Хосе Антонио Аслора де Арагона и Фернандеса де Кордовы, 9-го графа дель Реаль. Он был женат на Исабель Марии Уртадо де Сальдивар и Эредия, дочери Хосе Мануэля Уртадо де Сальдивара и Фернандеса де Вильявисенсио, 4-го графа де Сальдивара, виконта де Портокарреро и маркиза де Вильявьеха. Ему наследовал его сын:
- Хосе Антонио Аслор де Арагон и Уртадо де Сальдивар (14 января 1873 — 18 июля 1960), 7-й герцог де Гранада-де-Эга, 17-й герцог де Вильяэрмоса, 2-й герцог де Луна, 13-й маркиз де Кортес, 10-й маркиз де Кабрера[исп.], 13-й маркиз де Вальдеторрес, 14-й граф де Луна, 10-й граф де Хавьер, 10-й граф де Гуара, виконт де Солина, 18-й виконт де Мурусабаль де Андион, граф дель Реаль и маркиз де Наррос[исп.]. Был женат на Марии Исабель Гильомас и Каро, 11-й маркизе де Сан-Фелисес[исп.], 7-й графине де Молина[исп.] и графине де Вильялькасар-де-Сирга. Ему наследовала её дочь:
- Мария дель Кармен Аслор е Арагон и Гильомас (20 октября 1912 — 29 декабря 1988), 8-я герцогиня де Гранада-де-Эга, 6-я маркиза де Сантьяго-де-Оропеса[исп.]. Муж — Альфонсо де Мартос и Сабальбуру, 7-й маркиз де Каса-Тилли[исп.], 8-й маркиз де Итурбиэта, сын Альфонсо Артоса и Арискума, 6-го маркиза де Касса-Тилли, 7-го маркиза де Итурбиэта, 4-го графа де Эредия-Спинола[исп.] и 5-го графа де Тилли[исп.]. Ей наследовал их сын:
- Хуан Альфонсо Мартос и Аслор де Арагон (род. 28 августа 1942), 9-й герцог де Гранада-де-Эга, 9-й маркиз де Итурбиэта, 8-й маркиз де Касса-Тилли. Женат на Фатиме Бласкес и Лора.